# Maroš Klimpl
Maroš Klimpl (* 4. červenec 1980, Martin) je slovenský fotbalový obránce a záložník a později trenér, v sezóně 2015/16 nastupoval za český klub TJ Sokol Vraný. Je bývalým reprezentantem své země.
Mimo Slovensko působil na klubové úrovni v České republice, Skotsku, Dánsku, Srbsku a na Kypru.

## Klubová kariéra
Klimpl je odchovancem Dynama Dolný Kubín, potom hrával i za MFK Ružomberok a FK Dukla Banská Bystrica. V roce 2001 přestoupil do FK Viktoria Žižkov. Žižkov v roce 2004 sestoupil do druhé ligy a Klimpla koupil FC Baník Ostrava.
V červnu 2007 podepsal kontrakt s dánským klubem FC Midtjylland až do roku 2010. Pak hrál za více klubů, od r. 2013 působil ve třetiligovém FC Chomutov, jenž úzce spolupracuje s prvoligovým klubem FK Teplice. Právě Teplice si jej v březnu 2014 vyžádaly kvůli problémům se stopery. Za Teplice nastoupil poprvé 24. března 2014 proti FK Mladá Boleslav (porážka 0:1). Nekompletní sezonu 2013/14 v dresu Teplic zakončil s bilancí 9 ligových zápasů a 0 vstřelených branek. Před ročníkem 2014/15 odešel do týmu nováčka druhé ligy FK Kolín, ale v říjnu 2014 změnil působiště, jeho novým klubem se stal divizní SK Sokol Brozany. Se Sokolem slavil po sezóně 2014/15 postup z divize do ČFL (třetí nejvyšší liga v ČR).
V srpnu 2015 odešel na hostování do týmu Přeboru Středočeského kraje TJ Sokol Vraný. 30. dubna 2016 se po zranění gólmana musel ve 25. minutě postavit do brány a stal se mužem zápasu, přičinil se k výhře 2:1 nad Poříčím nad Sázavou, když v penaltovém rozstřelu zlikvidoval v osmé sérii pokutový kop. V mužstvu se stal hrajícím trenérem.

## Reprezentační kariéra
V A-mužstvu Slovenska debutoval 14. 5. 2002 v Prešově v přátelském zápase proti týmu Uzbekistánu (výhra 4:1).
První branku za slovenské reprezentační A-mužstvo vstřelil v kvalifikačním utkání proti Irsku 8. září 2007 (byl to jeho 18. zápas ve slovenské seniorské reprezentaci). Celkem odehrál ve slovenském národním týmu v letech 2002–2007 19 zápasů (a vstřelil výše zmíněnou 1 branku).

### Reprezentační zápasy a góly
Zápasy Maroše Klimpla za A-mužstvo Slovenska
| Rok    | Zápasy | Góly |
| ------ | ------ | ---- |
| 2002   | 2      | 0    |
| 2003   | 8      | 0    |
| 2004   | 1      | 0    |
| 2005   | 0      | 0    |
| 2006   | 2      | 0    |
| 2007   | 6      | 1    |
| Celkem | 19     | 1    |

Góly Maroše Klimpla za A-mužstvo Slovenska
| Gól | Datum      | Stadion                  | Soupeř | Skóre (min.) | Výsledek | Soutěž                   |
| --- | ---------- | ------------------------ | ------ | ------------ | -------- | ------------------------ |
| 010 | 8. 9. 2007 | Tehelné pole, Bratislava | Irsko  | 01:1 0(37.)  | 2:2      | kvalifikace na EURO 2008 |

## Trenérská kariéra
V lednu 2016 jej vedení klubu TJ Sokol Vraný angažovalo na post hlavního trenéra mužstva. Šlo o jeho první trenérskou zkušenost. Na jaře 2016 byl ještě hrajícím trenérem.